# KS Cracovia
Cracovia är Polens äldsta fotbollsklubb, den grundades 1906 och blev det första polska laget som vann den nuvarande Polska serien. Laget är ett av två i den högsta serien från den polska staden Kraków. Det andra rivliserande laget är Wisła Kraków och supporterbråken mellan dessa två klubbar brukar resultera i flera dödsoffer per år.
Storhetstiden för Cracovia var under tiden innan andra världskriget.

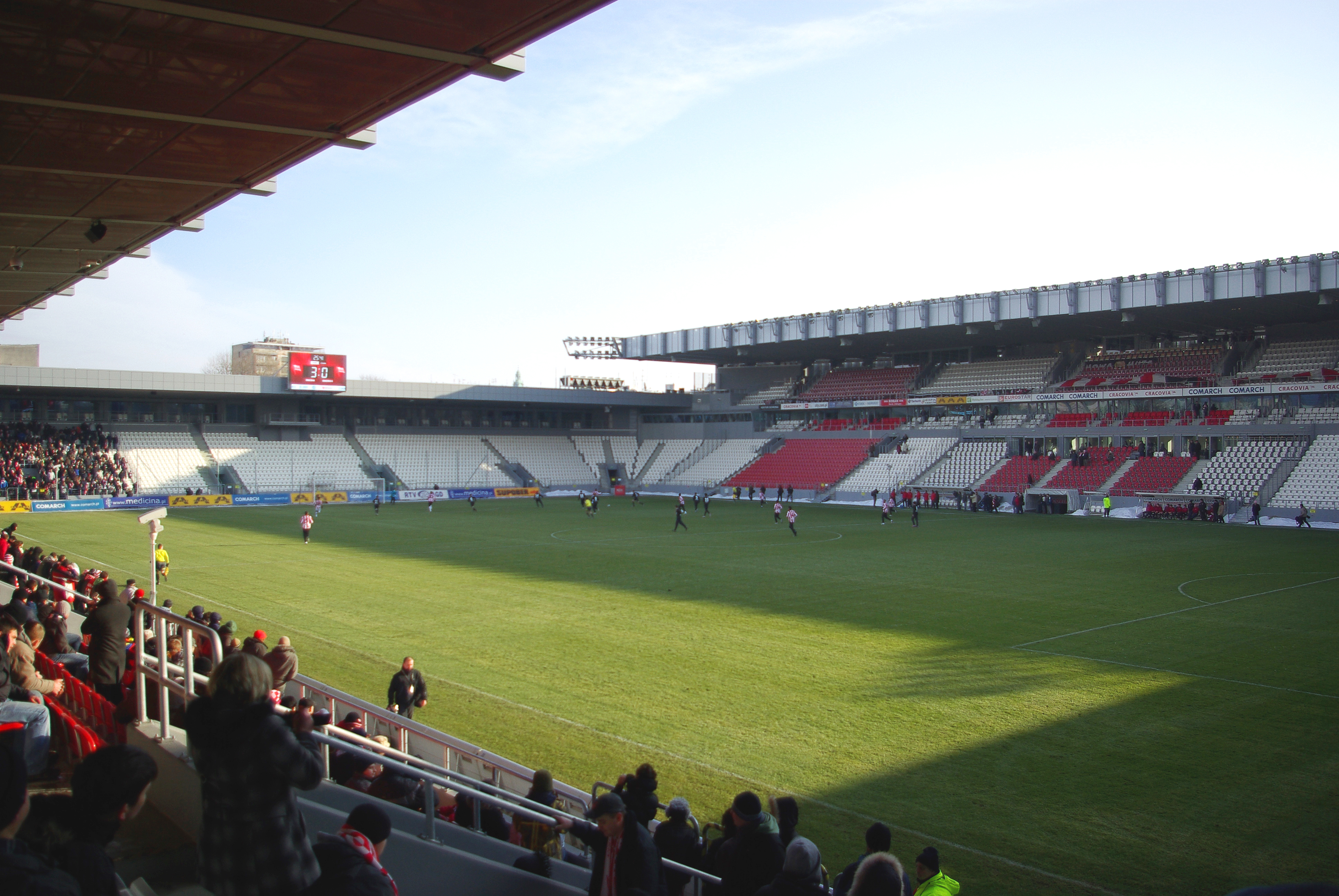
Stadion Cracovii

## Meriter
- Seriemästare (5): 1921, 1930, 1932, 1937, 1948
- Cup (1): 2020

## Kända spelare
- Erik Jendrišek
- Bartosz Kapustka
- Mateusz Klich
- Mirosław Kubisztal
- Radosław Matusiak
- Krzysztof Piątek
- Grzegorz Sandomierski